# Mario Mandžukić
Mario Mandžukić (Slavonski Brod, 21. svibnja 1986.) hrvatski je nogometni trener i bivši nogometaš. Tijekom svoje karijere igrao je na poziciji napadača.

## Klupska karijera

### Rane godine
Mario Mandžukić odlazi tijekom rata s obitelji iz Odžaka u Bosni u Njemačku u grad Ditzingen blizu Stuttgarta i tamo počinje trenirati nogomet u klubu u kojemu igra njegov otac. Obitelj se nakon rata vraća iz Njemačke u Slavonski Brod gdje Mario od 1997. do 2003. godine igra za NK Marsoniju. Sljedeće godine, igrao je u gradskom niželigašu Željezničaru, a nakon toga, ponovno je jednu sezonu 2004./05. odigrao za Marsoniju. U lipnju 2005. prešao je u NK Zagreb. 
U dresu Zagreba, na Dvoranskom prvenstvu HNL, u sezoni 2005./06. izabran je za najboljeg igrača prvenstva, a na istom natjecanju u sezoni 2006./07., bio je najbolji strijelac.
Dok ga je vodio Miroslav Blažević, nazvao ga je odmilja "đilkoš", ali u pozitivnom smislu riječi, jer je specifičan igrač, koji je jednostavno svoj, zna iznuditi faul, ali još bolje zna glumiti, ima pozitivnu drskost. Mario Mandžukić je poslije u novinama zamolio sve one koji pišu o njemu neka ga prestanu oslovljavati riječju "đilkoš", bez obzira hvali li ga se ili kritizira, jer on to nije.

### Dinamo Zagreb
Zbog vrlo dobrih igara pod vodstvom Miroslava Blaževića u Zagrebu, koji ga je isprva napadao, pobudio je javno zanimanje gradskog rivala Dinama. Nakon dugih pregovora i odbijanja, prešao je u Dinamo početkom srpnja 2007. godine, zajedno s Ivicom Vrdoljakom
Odigrao je više odličnih utakmica u dresu Dinama, a posebno se istaknuo protiv Ajaxa u Amsterdamu, 4. listopada, kada je postigao dva pogotka i bio zaslužan za jedanaesterac za još jedan pogodak. U novinama je sljedećeg dana dobio najvišu moguću ocjenu, 10.
U sezoni 2008./09., dobio je Žutu majicu Sportskih novosti za najboljeg igrača Prve HNL. Iste godine bio je i najbolji strijelac lige, sa 16 pogodaka. Ukupno je za Dinamo odigrao 141 utakmicu, postigavši pritom 65 pogodaka.

### Wolfsburg
Dne 16. srpnja 2010. godine prešao je u redove njemačkoga prvoligaša VfL Wolfsburga u kojem ostaje do pred kraj lipnja 2012. godine. U dvije godine igranja za njemački klub, Mandžukić je postigao 20 pogodaka u 56 nastupa i pokazao se kao jedan od najboljih igrača glavom u Bundesligi.

### Bayern München
Dana 26. lipnja 2012. godine, Mario Mandžukić potpisuje četverogodišnji ugovor s njemačkim Bayern Münchenom, najviše zahvaljujući odličnom nastupu na Europskom prvenstvu u Poljskoj i Ukrajini, kojem je prethodila sjajna sezona s Wolfsburgom u Bundesligi. Nakon dolaska u klub pokazao se kao pravo pojačanje kluba jer je često bio strijelac. Time je osigurao mjesto u prvih 11, nogometnog giganta iz Münchena. Na ulasku u 2013. godinu bio je i vodeći strijelac Bundeslige.
S Bayernom je 2013. godine osvojio Ligu prvaka. U završnici protiv Borussije Dortmund postigao je prvi pogodak na utakmici i tako postao prvi Hrvat u povijesti koji je postigao pogodak u završnici tog natjecanja.

### Atlético Madrid
Dana 10. srpnja 2014. godine potpisao je petogodišnji ugovor sa španjolskim velikanom Atléticom iz Madrida. Atlético je za usluge Marija Mandžukića Bayernu platio 22 milijuna eura.Dana 22. kolovoza 2014. zabio je svoj prvi gol za Atlético u pobjedi nad Real Madridom u španjolskom superkupu. Nakon samo jedne sezone i osvojenog španjolskog superkupa, Mario napušta Madrid.

### Juventus
Dana 22. lipnja 2015. godine Mario potpisuje ugovor s talijanskim gigantom Juventusom.
Dana 25. studenoga 2015. godine Juventus je u Torinu, u dvoboju skupine D Lige pravaka 2015./16. ugostio Manchester City. U dvoboju za odlazak u osminu završnice Lige prvaka, Mandžukić je na asistenciju Alexa Sandra u 18. minuti zabio gol i odveo Juventus u osminu završnice Lige prvaka. Iako su igrači Manchester Citiya tražili prekršaj u napadu sudac Brych nije se oglasio.
Dolaskom novog trenera Juventusa Maurizia Sarrija tijekom ljeta 2019., Mandžukić je isključen iz trenerovih planova. Stoga je izostavljen iz Juventusove momčadi za UEFA Ligu prvaka 2019./20. s klupskim suigračem Emreom Canom. Nakon što nije ostvario niti jedan nastup tijekom sezonu 2019./20., Mandžukić je odlučio napustiti Juventus.

### Al-Duhail
Na Badnjak 2019. Mandžukić je odlučio prijeći u katarski klub Al-Duhail. Pet dana kasnije službeno je postao igračem Al-Duhaila.
Svoj klupski debi ostvario je 4. siječnja 2020. u ligaškoj utakmici protiv kluba Qatar SC koja je završila bez golova. Svoj prvi klupski gol postigao je pest dana u utakmici katarskog kupa protiv kluba Al-Sailiya koja je završila 2:0. Dana 11. veljače 2020. Mandžukić je debitirao i postigao svoj prvi gol u Azijskoj ligi prvaka i to protiv iranskog Persepolisa koji je poražen 2:0. Dana 5. srpnja 2020. Mandžukić je sporazumno raskinuo ugovor s Al-Duhailom. Za klub je postigao dva gola u deset nastupa.

### Milan
Nakon raskida ugovora s Al-Duhailom znatan broj klub pokazao je interes za dovođenje Mandžukića. Među tim klubovima su: Fenerbahçe, Beşiktaş, Lokomotiv Moskva, AC Milan, Benevento, Hellas Verona, Fiorentina, Aston Villa, Wolverhampton Wanderers, Marseille, Wolfsburg, Hertha Berlin i Schalke 04.
Dana 19. siječnja 2021. Mandžukić je potpisao ugovor s Milanom do kraje sezone uz mogućnost produljenja ugovora na još jednu godinu. U ligi je debitirao 23. siječnja protiv Atalante od koje je Milan izgubio 0:3. Dok je igrao za Milan,brojne ozljede narušile su mu fizičku kondiciju i formu. Za Milan je nastupao 11 puta i to uglavnom kao zamjena. Ni jednom nije bio strijelac za klub. Dana 24. svibnja 2021. Mandukić je najavio odlazak iz Milana jer mu klupska uprava nije produžila ugovor.
Dana 3. rujna 2021. Mandžukić je objavio kraj igračke karijere.

## Reprezentativna karijera

### Početci u reprezentaciji
Bio je standardni član mladih hrvatskih nogometnih reprezentacija (do 19, do 20, do 21), a 21. studenoga 2007. godine debitirao je i za Hrvatsku A selekciju u kvalifikacijskoj utakmici protiv Makedonije. Prvi pogodak za hrvatsku reprezentaciju postigao je 10. rujna 2008. godine, u 77. minuti ogleda protiv Engleske (1:4), u kvalifikacijama za Svjetsko prvenstvo 2010. godine.

### Euro 2012.
U kvalifikacijskoj skupini za Euro, Mandžukić je postigao dva pogotka za reprezentaciju, i to izjednačujući pogodak protiv Gruzije na Poljudu, kao i zadnji pogodak Hrvatske u skupini, na Kantridi protiv Latvije. U dodatnim kvalifikacijama, hrvatska je reprezentacija ždrijebana s Turskom. U izvrsnoj utakmici u Türk Telekom Areni, Mario Mandžukić je postigao drugi pogodak na utakmici i tako učvrstio vodstvo Hrvatske koje je kasnije zapečatio Ćorluka.
Na završnici prvenstva, u skupini sa Španjolskom, Italijom i Republikom Irskom, Mandžukić je najavljen kao jedan od glavnih napadača nakon ozljede Ivice Olića. U prvoj utakmici s Ircima, Mandžukić postiže dva pogotka, oba glavom, i tako postaje prvi Hrvat koji je postigao dva pogotka u jednoj utakmici na nekom velikom natjecanju još od Davora Šukera na Euru 1996. godine. Hrvatska je na kraju pobijedila s 3:1. U idućoj utakmici s Talijanima, opet postaje ključni igrač reprezentacije; nakon dominacije i vodstva Italije, Mandžukić postiže pogodak u 72. minuti i donosi novi bod Vatrenima. Tim je pogodcima Mandžukić privremeno bio najbolji strijelac prvenstva, ali Hrvatska ne uspijeva proći u četvrtzavršnicu zbog boda prednosti koju je na kraju imala reprezentacija Italije.

### SP 2014.
U kvalifikacijama prvi pogodak zabija protiv Srbije za 1:0, utakmica je završila rezultatom 2:0. U dodatnim kvalifikacijama u drugoj utakmici zabija za 1:0 protiv Islanda i Hrvatska pobjedom od 2:0 odlazi na Svjetsko prvenstvo u Brazil 2014.
Prvu utakmicu bio je suspendiran zbog crvenog kartona. U drugoj utakmici zabio je dva pogotka za Hrvatsku u pobjedi protiv Kameruna od 4:0.

### EP 2016.
Hrvatski nogometni izbornik objavio je u svibnju 2016. godine popis za nastup na Europskom prvenstvu u Francuskoj, na kojem se nalazi Mandžukić.

### SP 2018.
Mario je zabio u osmini finala izjednačujući pogodak Danskoj za 1:1. Rezutat se nije mijenjao pa je Hrvatska slavila boljim izvođenjem jedanaesteraca (6:5). Zabio je i odlučujući pogodak u polufinalnoj utakmici protiv Engleske u 109. minuti pa tako odveo Hrvatsku u prvo završnicu svjetskoga prvenstva (2:1) protiv Francuske, u kojem je upisao povijest. Naime, Mandžukić je jedini igrač u povijesti završnica SP-ava koji je zabio autogol. No, iskupio se golom u 69. minuti nakon pogreške francuskoga vratara koji ipak nije bio dovoljan protiv Francuske (2:4). Nakon osvajanja svjetskoga srebra, 14. kolovoza 2018. godine, u 33. godini života, oprostio se od igranja za Hrvatsku.

## Pogodci za reprezentaciju
| #   | Datum               | Stadion                                          | Protivnik      | Gol | Rezultat | Natjecanje                |
| --- | ------------------- | ------------------------------------------------ | -------------- | --- | -------- | ------------------------- |
| 01. | 10. rujna 2008.     | Maksimir, Zagreb, Hrvatska                       | Engleska       | 1:3 | 1:4      | kvalifikacije za SP 2010. |
| 02. | 12. listopada 2010. | Maksimir, Zagreb, Hrvatska                       | Norveška       | 1:1 | 2:1      | prijateljska              |
| 03. | 3. lipnja 2011.     | Poljud, Split, Hrvatska                          | Gruzija        | 1:1 | 2:1      | kvalifikacije za EP 2012. |
| 04. | 11. listopada 2011. | Kantrida, Rijeka, Hrvatska                       | Latvija        | 2:0 | 2:0      | kvalifikacije za EP 2012. |
| 05. | 11. studenoga 2011. | Türk Telekom Arena, Istanbul, Turska             | Turska         | 0:2 | 0:3      | kvalifikacije za EP 2012. |
| 06. | 14. lipnja 2012.    | Miejski, Poznan, Poljska                         | Irska          | 1:0 | 3:1      | Europsko prvenstvo 2012.  |
| 07. | 14. lipnja 2012.    | Miejski, Poznan, Poljska                         | Irska          | 3:1 | 3:1      | Europsko prvenstvo 2012.  |
| 08. | 14. lipnja 2012.    | Miejski, Poznan, Poljska                         | Italija        | 1:1 | 1:1      | Europsko prvenstvo 2012.  |
| 09. | 16. listopada 2012. | Gradski vrt, Osijek, Hrvatska                    | Wales          | 1:0 | 2:0      | kvalifikacije za SP 2014. |
| 10. | 6. veljače 2013.    | Craven Cottage, London, Engleska                 | Južna Koreja   | 1:0 | 4:0      | prijateljska              |
| 11. | 22. ožujka 2013.    | Maksimir, Zagreb, Hrvatska                       | Srbija         | 1:0 | 2:0      | kvalifikacije za SP 2014. |
| 12. | 6. rujna 2013.      | Marakana, Beograd, Srbija                        | Srbija         | 0:1 | 1:1      | kvalifikacije za SP 2014. |
| 13. | 19. studenoga 2013. | Maksimir, Zagreb, Hrvatska                       | Island         | 1:0 | 2:0      | kvalifikacije za SP 2014. |
| 14. | 19. srpnja 2014.    | Arena Amazônia, Manaus, Brazil                   | Kamerun        | 0:3 | 0:4      | Svjetsko prvenstvo 2014.  |
| 15. | 19. srpnja 2014.    | Arena Amazônia, Manaus, Brazil                   | Kamerun        | 0:4 | 0:4      | Svjetsko prvenstvo 2014.  |
| 16. | 4. rujna 2014.      | Aldo Drosina, Pula, Hrvatska                     | Cipar          | 1:0 | 2:0      | prijateljska              |
| 17. | 4. rujna 2014.      | Aldo Drosina, Pula, Hrvatska                     | Cipar          | 2:0 | 2:0      | prijateljska              |
| 18. | 7. lipnja 2015.     | Varteks, Varaždin, Hrvatska                      | Gibraltar      | 3:0 | 4:0      | prijateljska              |
| 19. | 12. lipnja 2015.    | Poljud, Split, Hrvatska                          | Italija        | 1:0 | 1:1      | Kvalifikacije za EP 2016. |
| 20. | 17. studenog 2015.  | Rostov Arena, Rostov, Rusija                     | Rusija         | 1:3 | 1:3      | prijateljska              |
| 21. | 23. ožujka 2016.    | Groupama Arena, Budimpešta, Mađarska             | Mađarska       | 1:0 | 1:1      | prijateljska              |
| 22. | 4. lipnja 2016.     | Rujevica, Rijeka, Hrvatska                       | San Marino     | 2:0 | 10:0     | prijateljska              |
| 23. | 4. lipnja 2016.     | Rujevica, Rijeka, Hrvatska                       | San Marino     | 4:0 | 10:0     | prijateljska              |
| 24. | 4. lipnja 2016.     | Rujevica, Rijeka, Hrvatska                       | San Marino     | 5:0 | 10:0     | prijateljska              |
| 25. | 6. listopada 2016.  | Stadion Loro Boriçi, Skadar, Albanija            | Kosovo         | 1:0 | 6:0      | kvalifikacije za SP 2018. |
| 26. | 6. listopada 2016.  | Stadion Loro Boriçi, Skadar, Albanija            | Kosovo         | 2:0 | 6:0      | kvalifikacije za SP 2018. |
| 27. | 6. listopada 2016.  | Stadion Loro Boriçi, Skadar, Albanija            | Kosovo         | 3:0 | 6:0      | kvalifikacije za SP 2018. |
| 28. | 9. listopada 2016.  | Stadion Ratina, Tampere, Finska                  | Finska         | 0:1 | 0:1      | kvalifikacije za SP 2018. |
| 29. | 15. studenoga 2016. | Windsor Park, Belfast, Sjeverna Irska            | Sjeverna Irska | 0:1 | 0:3      | prijateljska              |
| 30. | 6. listopada 2017.  | Stadion Rujevica, Rijeka, Hrvatska               | Finska         | 1:0 | 1:1      | kvalifikacije za SP 2018. |
| 31. | 1. srpnja 2018.     | Stadion Nižnji Novgorod, Nižnji Novgorod, Rusija | Danska         | 1:1 | 1:1      | osmina finala SP 2018.    |
| 32. | 11. srpnja 2018.    | Stadion Lužnjiki, Moskva, Rusija                 | Engleska       | 2:1 | 2:1      | polufinale SP 2018.       |
| 33. | 15. srpnja 2018.    | Stadion Lužnjiki, Moskva, Rusija                 | Francuska      | 2:4 | 2:4      | finale SP 2018.           |

## Priznanja

### Individualna
- 2008.: Najbolji igrač Prve HNL, u izboru kapetana klubova Prve HNL.[38]
- Najbolji strijelac 1. HNL u sezoni 2008./09., s postignutih 16 pogodaka.
- Najbolji igrač 1. HNL, Žuta majica Sportskih novosti u sezoni 2008./09.
- Najbolji strijelac, EURO 2012., s postignuta 3 pogotka. ↓1
- Večernji list, Nogometaš godine: 2012.[39]
- Vatrena krila za 2012. godinu, nagrada Kluba navijača hrvatske nogometne reprezentacije "Uvijek vjerni" za najsrčanijeg hrvatskog reprezentativca.
- Najbolji športaš Hrvatske za 2013. godinu u 62. izboru Sportskih novosti.[40]
- Pogodak koji je postigao 2017. u završnici Lige prvaka protiv Reala iz Madrida UEFA je proglasila najljepšim.[41]
- 2018.: Počasni građanin Grada Slavonskoga Broda.[42]
- 2018.: Odlukom Predsjednice Republike Hrvatske Kolinde Grabar-Kitarović odlikovan je Redom kneza Branimira s ogrlicom, za izniman, povijesni uspjeh hrvatske nogometne reprezentacije, osvjedočenu srčanost i požrtvovnost kojima su dokazali svoje najveće profesionalne i osobne kvalitete, vrativši vjeru u uspjeh, optimizam i pobjednički duh, ispunivši ponosom sve hrvatske navijače diljem svijeta ujedinjene u radosti pobjeda, te za iskazano zajedništvo i domoljubni ponos u promociji športa i međunarodnog ugleda Republike Hrvatske, te osvajanju 2. mjesta na 21. Svjetskom nogometnom prvenstvu u Ruskoj Federaciji.[43]

- 2024. Odlukom predsjednik Republike Hrvatske Zorana Milanovića odlikovan je Poveljom Republike Hrvatske: "Za izniman uspjeh hrvatske nogometne reprezentacije, doprinos sportu i međunarodnom ugledu Republike Hrvatske te osvajanju 3. mjesta na 22. Svjetskom nogometnom prvenstvu u Državi Katru" [44]

### Klupska
Dinamo Zagreb
- Prvak Hrvatske (3): 2007./08., 2008./09., 2009./10.
- Hrvatski nogometni kup (2): 2008., 2009.

FC Bayern München
- Prvak Njemačke (2): 2012./13., 2013./14.
- DFB-Pokal (2): 2012./13., 2013./14.
- DFL-Supercup (1): 2012.
- UEFA Liga prvaka (1): 2012./13.
- FIFA Svjetsko klupsko prvenstvo (1): 2013.
- UEFA Superkup (1): 2013.

Atlético Madrid
- Španjolski Superkup (1): 2014.

Juventus
- Prvak Italije (4): 2015./16., 2016./17., 2017./18., 2018./19.
- Talijanski kup (3): 2015./16., 2016./17., 2017./18.
- Talijanski Superkup (1): 2015.

Al-Duhail
- Qatar Stars League (1): 2019./20.

### Reprezentativna
- Svjetsko prvenstvo: 2018. (2. mjesto)[45]